# Johann Pachelbel
Johann Pachelbel (['joːhan pa'xɛlbɛl]; n. 1 septembrie 1653, Nürnberg, Electoratul Bavariei – d. 3 martie 1706, Nürnberg, Electoratul Bavariei) a fost un compozitor german de muzică barocă, apreciat de Johann Sebastian Bach.
Din activitatea lui se poate aminti, printre altele, că a fost organist în Viena, Eisenach, Erfurt, Stuttgart, Gotha și din 1695 în Biserica Sebaldus din Nürnberg.
Opera lui cea mai cunoscută este „Kanon und Gigue in D-Dur” (Canon și Giga în Re Major). Printre elevii săi se numără Johann Christoph Bach.